# Miguel Estorch y Siqués
Miguel Estorch y Siqués (Olot, octubre de 1809 - Madrid, 1870), de seudónimo «M. Krotse», fue un matemático y escritor español.

## Biografía
Estudió Derecho en las universidades de Cervera y Barcelona. Trasladó su residencia a Cuba y por oposición obtuvo una cátedra de Matemáticas en Puerto Príncipe. Después pasó a Santiago y La Habana, siendo nombrado en esta última ciudad síndico procurador del Ayuntamiento.
Viajó por distintas regiones de América y Europa y se estableció en Suiza. Posteriormente se trasladaría a Madrid, donde fue nombrado director de la Escuela Normal y ejerció de subsecretario del Ministerio de Ultramar. Murió en Madrid en 1870.

## Obra
- Tartufo, comedia de costumbres en verso;
- Un colegio por dentro, comedia de costumbres en tres actos y en verso;
- «Apuntes para la historia sobre el terremoto que tuvo lugar en Santiago de Cuba y otros puntos el 20 de agosto de 1852»;
- Un compendio de astronomía;
- Los códigos en paralelo;
- Desmembramiento de Polonia y sus consecuencias.

### Lunigrafía
En 1855 publicó Lunigrafía, ó sea noticias curiosas sobre las producciones, lengua, religión, leyes, usos y costumbres de los lunícolas bajo el seudónimo de «M. Krotse». Es una ingente obra en ocho volúmenes, que se puede considerar la primera obra de ciencia ficción española.